# Kikuro Tani
Kikuro Tani (?, segle XX) és un empresari implicat en la difusió de la cultura catalana al Japó. El 2016 va rebre la Creu de Sant Jordi per la seva contribució a la difusió internacional de la cultura catalana, especialment al Japó. Des del 1986 promou i organitza la Diada de Sant Jordi en aquest país asiàtic. I també per la seva capacitat de bastir vincles econòmics, socials i culturals entre les realitats japonesa, catalana i espanyola. President de l'Associació Japonesa d'Amistat amb Catalunya, també presideix la companyia de publicitat Shinto Tsushin Co, Ltd, que té oficina a Igualada.